# Les Minions 2 : Il était une fois Gru
Série Les Minions
Les Minions
(2015) Les Minions 3
(2026)
Pour plus de détails, voir Fiche technique et Distribution.
Les Minions 2 : Il était une fois Gru (Minions: The Rise of Gru) est un film d'animation américano-français réalisé par Kyle Balda, sorti en 2022. Il s'agit d'une préquelle sur l'enfance de Gru.
Le film se déroule dans les années 1970. Le jeune Gru ne rêve que d'une seule chose : rejoindre le groupe de méchants appelé les « Vicious 6 ». Accompagné de ses minions, dont les plus importants sont Kevin, Bob, Stuart et Otto, il échafaude une stratégie pour se mettre au même niveau que ses idoles. Le jour tant attendu de rejoindre le groupe de méchants se présente. Gru, trop petit, est recalé. Sur un coup de tête, il décide de voler la précieuse pierre du Zodiaque afin de prouver sa méchanceté. Mais ce vol tourne court et implique Gru dans un monde de grands, dont il ne maîtrise pas les codes. Bien que rejetés dans un premier temps, ses fidèles minions décident de partir à son secours.
Cinquième film de la franchise Moi, moche et méchant, il fait suite au spin-off Les Minions (2015) et d'une préquelle de la saga Moi, moche et méchant. Initialement prévu pour une sortie en juillet 2020, le film est reporté en raison de la pandémie de Covid-19 en 2021 puis sortira finalement pour 2022.
Un troisième film, intitulé Les Minions 3, est prévu pour le 1er juillet 2026.

## Synopsis
En 1976, Gru, 11 ans, prévoit de devenir un super-méchant, assisté par les Minions, qu'il a embauchés. Gru est ravi lorsqu'il reçoit une invitation à rejoindre les Vicious 6, une équipe de super-vilains dirigée par Belle Bombe, qui espère trouver un nouveau membre pour remplacer leur fondateur, le super-vilain Will Karnage, à la suite de leur trahison et de la mort présumée de Karnage lors d'un braquage pour voler la pierre du zodiaque. L’entretien de Gru se passe mal, il est ridiculisé par les Vicious 6 en raison de son jeune âge. Cependant, profitant d’un instant d’inattention, il parvient à leur voler la pierre et s'échappe avec ses minions Kevin, Stuart et Bob, remettant la pierre à Otto, pour la garder en lieu sûr.
Une fois revenu dans son repaire (au sous-sol de la maison familiale), Gru découvre qu'Otto a échangé la pierre contre un rocher d'anniversaire, ce qui l'amène à licencier les Minions dans un accès de colère avant d'aller seul chercher la pierre. Cependant, Karnage, qui se révèle être vivant, kidnappe Gru avant de l'emmener à San Francisco et informe les Minions que s'ils ne lui donnent pas la pierre dans les 48 heures, Gru sera tué.
Essayant sans succès de localiser la pierre, Kevin, Stuart et Bob partent pour San Francisco pour sauver Gru, tandis qu'Otto part à la poursuite d'un motard dont il se rend compte qu'il a la pierre comme collier. Quand ils atteignent la maison de Karnage, ils sont poursuivis par ses gardes que Maître Chow, une ancienne professeure de kung-fu qui gagne maintenant sa vie dans une clinique d'acupuncture en tant que kinésithérapeute, neutralise. Les trois Minions supplient Chow de leur enseigner le kung-fu, ce qu'elle finit par accepter, mais il s'avère qu'ils sont des élèves peu studieux. Terminant prématurément son entraînement, le trio retourne chez Karnage pour secourir Gru. Pendant ce temps, Otto parvient à rattraper le motard à la Vallée de la Mort, qui rend la pierre et l'emmène à San Francisco.
Gru commence à se lier d'amitié avec Karnage, dont les hommes de main ont démissionné. Plus tard, Gru sauve Karnage d'une attaque de ses crocodiles. Karnage décide de commencer à enseigner à Gru comment être un méchant. Pour ce faire, ils se rendent à la Banque du Mal et réussissent à dérober la Joconde. Lors du braquage, les Vicious 6 réalisent que Karnage est vivant : ils détruisent sa maison dans une tentative de le retrouver. Karnage et Gru étant absents, le groupe, poursuivi par Kevin, Stuart et Bob, se dirige donc vers Chinatown. En arrivant dans sa maison détruite, Karnage se souvient de la trahison de ses anciens amis : il décide d'abandonner et de libérer Gru.
Lors d'un défilé du Nouvel An chinois dans le quartier chinois, Otto et Gru se retrouvent avec la pierre, mais sont acculés par les Vicious 6, qui à leur tour sont confrontés à des agents de l'Agence Vigilance de Lynx. Cependant, lorsque l’horloge sonne minuit, les Vicious 6 utilisent la pierre pour se transformer en versions surpuissantes d'animaux du zodiaque (dragon, tigre, cobra, singe et taureau). Belle capture Gru et l’attache aux aiguilles de l'horloge afin de l'écarteler. Kevin, Stuart et Bob parviennent à trouver Gru, mais se transforment respectivement en lapin, coq et chèvre. Cependant, Karnage revient et combat les Vicious 6 avec les Minions pour sauver Gru.
Encouragés par l'enseignement de Chow, Kevin, Stuart et Bob ripostent contre les Vicious 6 et parviennent à en vaincre la plupart, mais Karnage est gravement brûlé par Bombe lorsqu'ils essaient de reprendre la pierre. Otto parvient à sauver Gru, qui utilise la pierre pour transformer le Vicious 6 en rats. Les Vicious 6 sont arrêtés, y compris Karnage, qui est conduit à l'hôpital et succombe apparemment à ses blessures. Lors des funérailles de Karnage, Gru fait un éloge sincère, mais il est ravi quand il voit que Karnage a simulé sa mort. Plus tard, lui et Gru partent avec les Minions.
Scène inter-générique
Gru tente d'embaucher le Dr. Nefario en gratitude pour son invention qui l'a aidé à voler la pierre. Nefario refuse d'abord, mais change d'avis après que Gru et les Minions l'aient supplié avec des yeux attendris, les faisant monter sur un avion de son invention (le même avion qu'utilisera Gru pour dérober le pisto-réducteur dans Moi, moche et méchant).

## Fiche technique
Sauf indication contraire, les informations mentionnées dans cette section peuvent être confirmées par la base de données cinématographiques IMDb,  présente dans la section « Liens externes ».
- Titre original : Minions: The Rise of Gru
- Titre français : Les Minions 2 : Il était une fois Gru
- Réalisation : Kyle Balda, Jonathan De Val et Brad Abelson
- Scénario : Matthew Fogel, d'après une histoire de Matthew Fogel et Brian Lynch et d'après les personnages de Cinco Paul
- Musique : Heitor Pereira
- Montage : Claire Dodgson
- Production : Janet Healy, Chris Meledandri et Chris Renaud
  - Production associée : Kelly Lake et Robert Taylor
  - Production déléguée : Latifa Ouaou
  - Coproduction : Jean-Luc Florinda
- Société de production : Illumination Entertainment
- Société de distribution : Universal Pictures
- Pays de production :  États-Unis et  France
- Langue originale : anglais
- Format : couleur - 35 mm - 2,39:1 - son Dolby Digital / DTS / Dolby Surround 7.1 / Dolby Atmos / SDDS / Auro 11.1 (en)
- Genre : animation 3D, comédie
- Dates de sortie :
  - États-Unis : 1er juillet 2022
  - France : 13 juin 2022 (Festival d'Annecy) ; 6 juillet 2022 (sortie nationale)[1]

## Distribution

### Voix originales
- Pierre Coffin : Kevin, Stuart, Bob et les Minions
- Steve Carell : Gru
- Taraji P. Henson : Belle Bombe
- Michelle Yeoh : Mme Chow
- Jean-Claude Van Damme : Jean-Claude
- Lucy Lawless : Nonne-Chaku
- Dolph Lundgren : Svengeance
- Danny Trejo : Poings Mortels
- Russell Brand : Dr Nefario
- Julie Andrews : Marlena Gru
- Alan Arkin : Wild Knuckles
- Lucy Hale : Lipid
- Mike Myers : Nopal

### Voix françaises
- Pierre Coffin : Kevin, Stuart, Bob et les Minions
- Gad Elmaleh : Gru
- Claudia Tagbo : Belle Bombe
- Valentine Zhou : Mme Chow
- Bastian Baker : Jean-Claude
- Hélène Babu : Nonne-Chaku
- Grégory Questel : Svengeance
- Christophe Rouzaud : Poings Mortels
- Jonathan Cohen : Dr Nefario
- Frédérique Cantrel : Marlena Gru
- Gérard Darmon : Will Karnage
- Daniel Kenigsberg : Silas de la Mollefès
- Asto Montcho : le motard
- Pierre Forest : M. Perkins
- Emmanuel Lemire : le présentateur télé et Rick, le gourou
- Olga Grumberg : la maîtresse
- Julien Frison : l'enfant qui fête son anniversaire

### Voix québécoises
- Pierre Coffin : Kevin, Stuart, Bob et les Minions
- Gilbert Lachance : Gru
- Marie-Evelyne Lessard : Belle Bombe
- Daniel Picard : Jean-Pince
- Aline Pinsonneault : Nonnechaku
- Frédérik Zacharek : Svengeance
- Jean-Marie Moncelet : Willy Kogneur
- Benoit Rousseau : Poings Mortels
- Nicholas Savard-L'Herbier : Dr Nefario
- Michèle Deslauriers : Marlena Gru
- Benoît Gouin : Silas de la Mollefesse
- Fayolle Jean Jr. : le Motard
- Tristan Harvey : M. Perkins

## Production
Le 25 janvier 2017, Universal Pictures annonce qu'une suite au film Les Minions sortira en 2020. Tandis que Kyle Balda revient à la réalisation, Pierre Coffin part de la franchise après la sortie de Moi, moche et méchant 3,. En juillet 2018, deux ans avant sa sortie initiale, le film entre en production. Le 21 mai 2019, il est annoncé que la suite s'intitule Minions: The Rise of Gru.
Une suite, intitulée Les Minions 3, est prévue pour le 1er juillet 2026.

## Bande originale
- Andrea True-More, More, More (Lorsque Gru tourne sur le Vinyl de Knuckles)

## Accueil

### Sortie
La sortie du film était initialement prévue pour le 3 juillet 2020. En mars 2020, il est annoncé qu'elle est reportée à une date indéterminée en raison de la pandémie de Covid-19. Finalement, Les Minions 2 obtient une nouvelle date de sortie programmée au 2 juillet 2021. Il remplace alors Tous en scène 2, un autre film d'Illumination Entertainment. Le 4 mars 2021, Universal Pictures repousse la sortie au 1er juillet 2022 à cause du covid-19[réf. souhaitée].
Le 28 février 2022, Universal annonce que le film Les Minions 2 ne sortira pas dans les salles en Russie en raison de la Guerre en Ukraine "crise humanitaire tragique".

### Accueil critique
En France, le site Allociné donne une moyenne de 3,2/5 à partir de l'interprétation de 19 critiques de presses recensées. Les sites Rotten Tomatoes et Metacritic donnent respectivement les notes de 72% et de 57/100,.
La critique est globalement positive et amusée par ce long-métrage d'Illumination, s'accordant sur un film pour les petits et les grands. Dans les critiques les plus positives, 20 Minutes conclut son article ainsi : « guidés par une forte femme, nos héros deviennent de dignes émules de Bruce Lee et Jackie Chan affrontant dragons et figures de la mythologie chinoise. De quoi réjouir les fans de ces drôles de bonshommes devenus incontournables dans la culture populaire ». Le Figaro parle d'un « petit bijou (...) [qui] joue à fond la carte de l’action non-stop, saupoudré d’un humour subversif et référentiel, qui pétarade comme le bouquet final d’un joyeux feu d’artifice ».
« Drôle et efficace ! » (Le Point), « les Minions, toujours aussi attachants, font le job » (Voici), L'Obs se montre toutefois plus nuancé : « sans parvenir à dissimuler le tarissement de l’inspiration. C’est souvent drôle et enlevé, malgré une sensation de déjà-vu ». Pour Le Journal du Geek, « Les Minions 2 frappe fort en nous proposant un nouvel espace de jeu et des créatures jaunes toujours aussi drôles et référencés. Néanmoins, le retour de Gru (presque) au centre du récit fait l'effet d'un gros freinage en termes de delirium et pose de sérieuses questions sur l'avenir des Minions au-delà du merchandising ».
Le Parisien se montre quelque peu plus déçu. S'il reconnait que « le scénario laisse un peu de place à ces moments que l’on adore », la critique pointe du doigt la rareté de « ces scènes capables d’entraîner des parties de rigolade familiales (...), le reste paraissant être réservé aux seuls enfants qui, à coup sûr, devraient faire un nouveau triomphe à leurs Minions chéris… ». C'est d'ailleurs un sentiment qui se retrouve partagé par les critiques les plus réservées. Ouest-France rapporte un sentiment de « lassitude qui finit par l'emporter ». « Copie désinvestie » pour Le Monde, le site Ecran Large conclut de cette manière : « entre vacuité d'Hollywood et syndrome de Stockholm, Les Minions 2 ne parvient pas à faire grand-chose de plus que nous interroger sur la détresse des studios d'animation »,.

### Box-office

#### France
Pour son premier jour d'exploitation en France, le long-métrage des studios Illumination bat plusieurs records. D'abord, avec ses 603 500 entrées (dont 93 175 en avant-première), pour 794 copies, le film se place en haut des nouveautés du jour, devant Peter van Kant (14 088). Ce score lui permet d'être le meilleur démarrage au cinéma, pour un premier jour, en France pour l'année 2022 ; ce record étant détenu jusque-là par le trio Jurassic World 3 (338 399), Doctor Strange 2 (335 459) et Top Gun: Maverick (320 887). Aucun film n’avait plus dépassé en France la barre des 600 000 entrées le jour du lancement depuis 2019 avec des sorties telles que Le Roi Lion (630 478) ou Avengers: Endgame (692 142). De plus, il s'agit d'un record pour le studio et la franchise Moi, moche et méchant ; le précédent étant détenu par Les Minions (596 291).
Au bout d'une première semaine d'exploitation, le long-métrage d'animation est la seule nouveauté à se glisser dans le top 10 du box-office (Peter van Kant est 11e), avec 1 360 765 entrées ; Les Minions 2 se classent en 1re position. Top Gun: Maverick est 2e du classement avec 323 394 entrées. Cette première place est perdue dès la semaine suivante au profit d'une nouveauté : Thor: Love and Thunder (1 150 926). Les Minions 2 font 655 244 entrées supplémentaires, devant la nouveauté Ducobu président ! (295 230) arrivé en 3e place. Le podium ne change pas la semaine suivante, avec 525 841 entrées supplémentaires .
La barre symbolique des 3 millions d'entrées est franchie au bout de cinq semaines d'exploitation avec un cumul d’entrées de 3 145 264. Le long-métrage d'animation conserve sa place de numéro 2, derrière la nouveauté Bullet Train (460 136) et devant la suite Thor: Love and Thunder (250 210). Au bout de sept semaines d'exploitation, le film totalise 3 642 119 entrées.

#### États-Unis
Pour son premier week-end d'exploitation, le film rapporte plus de 127 millions de dollars, et se place en tête du box-office américain devant Top Gun: Maverick et ses 25 545 000 $. Cela constitue le record absolu de recette pour un week-end du 4 juillet aux États-Unis.
Le week-end suivant, le film est supplanté par un nouvel arrivant : Thor: Love and Thunder. Ce dernier réussit à engranger 143 millions de dollars, les Minions arrivant en second avec 45 500 000 $, suivi par Top Gun: Maverick (11 000 000 $). Pour le week-end du 22-24 juillet 2022, Les Minions arrivent 3e en engrangeant 17 710 410 $ supplémentaire.

### Les Gentleminions
Partant d'abord des États-Unis où le film est sorti en premier, à la suite d'une vidéo TikTok du rappeur américain Yeat avec une musique, Rich Minion, une publicité demandé par Universal Studios, une trend (mode) se créer autour de la musique du TikTok. Elle est reprise avec le #gentleminions, unifiant à fois les termes « gentleman » et « minions », désignant des groupes de personnes se filmant venant regarder le dessin animé habiller en costard cravate, et imitant une mimique caractéristique de Felonius Gru, un des personnages principaux du film. La mode prend très vite de l'ampleur dans le monde anglo-saxon. Au point que l'appropriation comique de la franchise par les fans est détournée. En Angleterre, certains cinémas interdissent la venue costumée non accompagnée d'enfant, car ce public produisait de la cohue dans les salles. Au point que certaines familles sont « parties avant même que le film commence et, bien sûr, les enfants étaient en pleurs », déstabilisant financièrement les cinémas contraints au remboursement. Le mouvement prend par la suite les salles de cinéma françaises.

### Modification de la fin du film en Chine
La société productrice du film, afin que le film puisse passer la barrière de la censure et sortir au Box-office chinois, a modifié la fin du film pour le rendre plus conforme à la morale, telle qu’appréhendée par les autorités politiques chinoises. La version chinoise de la scène de fin présente un message indiquant que Wild Knuckles a été arrêté et condamné à vingt ans de prison, et que Gru "est retourné dans sa famille". Ainsi, la morale du film peut être vue comme une injonction à «respecter les règles», selon Sandro Monetti, commentateur de l’industrie du film pour CNN.

## Analyse